# Christuskerk (Emmerik)
De protestantse Christuskerk (Duits: Christuskirche) is een monumentaal kerkgebouw in de Duitse stad Emmerik. 

## Geschiedenis
De eenvoudige in kruisvorm gebouwde Christuskerk werd onder leiding van de Amsterdamse architect A. van der Leen in de jaren 1690-1715 opgericht. De kerk heeft een vierkante plattegrond en het steile schilddak wordt bekroond door een achthoekige lantaarn. In de hoeken van de kruisarmen bevinden zich lage aanbouwsels.
De Christuskerk is een echte protestantse preekkerk met duidelijk Nederlandse bouwinvloeden. Als voorbeeld voor de kerk diende de oudere Amsterdamse Oosterkerk. 
Een uitslaande brand verwoestte het kerkgebouw in 1907 tot op de buitenmuren, maar werd in 1909 weer hersteld. Ook na de verwoestingen van het gebouw in 1944 vond herbouw in de oorspronkelijke vorm plaats. Het interieur daarentegen werd verdeeld in twee verdiepingen. Op de begane grond bevindt zich een ruimte voor de kerkelijke gemeente, de erediensten vinden plaats op de eerste verdieping.